# Konofitum
Konofitum (lat. Conophytum), rod trajnica iz porodice čupavica (Aizoaceae) s preko 100 vrsta. Postojbina: Južna i Jugozapadna Afrika.

## Uzgoj
Mješavini zemlje dodaje se 25% pijeska, a količina vode prati se po mjesecima (vidi kaktusi). U stadiju mirovanja ove biljke izgledaju kao da su uginule. S prvim zalijevanjem počinju pokazivati znakove života. Ove biljke traže sličan postupak kao i rod litops (Lithops).

## Vrste
1. Conophytum achabense S.A.Hammer
2. Conophytum acutum L.Bolus
3. Conophytum albiflorum (Rawé) S.A.Hammer
4. Conophytum angelicae (Dinter & Schwantes) N.E.Br.
5. Conophytum antonii S.A.Hammer
6. Conophytum armianum S.A.Hammer
7. Conophytum auriflorum Tischer
8. Conophytum bachelorum S.A.Hammer
9. Conophytum bicarinatum L.Bolus
10. Conophytum bilobum (Marloth) N.E.Br.
11. Conophytum blandum L.Bolus
12. Conophytum bolusiae Schwantes
13. Conophytum breve N.E.Br.
14. Conophytum brunneum S.A.Hammer
15. Conophytum bruynsii S.A.Hammer
16. Conophytum burgeri L.Bolus
17. Conophytum buysianum A.R.Mitch. & S.A.Hammer
18. Conophytum calculus (A.Berger) N.E.Br.
19. Conophytum caroli Lavis
20. Conophytum carpianum L.Bolus
21. Conophytum chauviniae (Schwantes) S.A.Hammer
22. Conophytum chrisocruxum S.A.Hammer
23. Conophytum chrisolum S.A.Hammer
24. Conophytum comptonii N.E.Br.
25. Conophytum concavum L.Bolus
26. Conophytum confusum A.J.Young, Rodgerson, S.A.Hammer & Opel
27. Conophytum crateriforme A.J.Young, Rodgerson, Harrower & S.A.Hammer
28. Conophytum cubicum Pavelka
29. Conophytum × cupreiflorum Tischer
30. Conophytum depressum Lavis
31. Conophytum devium G.D.Rowley
32. Conophytum ectypum N.E.Br.
33. Conophytum ernstii S.A.Hammer
34. Conophytum ficiforme (Haw.) N.E.Br.
35. Conophytum flavum N.E.Br.
36. Conophytum fraternum (N.E.Br.) N.E.Br.
37. Conophytum friedrichiae (Dinter) Schwantes
38. Conophytum frutescens Schwantes
39. Conophytum fulleri L.Bolus
40. Conophytum globosum (N.E.Br.) N.E.Br.
41. Conophytum gratum (N.E.Br.) N.E.Br.
42. Conophytum halenbergense (Dinter & Schwantes) N.E.Br.
43. Conophytum hammeri G.Will. & H.C.Kenn.
44. Conophytum hanae Pavelka
45. Conophytum herreanthus S.A.Hammer
46. Conophytum hians N.E.Br.
47. Conophytum hyracis S.A.Hammer
48. Conophytum irmae S.A.Hammer & Barnhill
49. Conophytum jarmilae Halda
50. Conophytum joubertii Lavis
51. Conophytum klinghardtense Rawé
52. Conophytum limpidum S.A.Hammer
53. Conophytum lithopsoides L.Bolus
54. Conophytum loescheanum Tischer
55. Conophytum longibracteatum L.Bolus
56. Conophytum longum N.E.Br.
57. Conophytum luckhoffii Lavis
58. Conophytum lydiae (H.Jacobsen) G.D.Rowley
59. Conophytum marginatum Lavis
60. Conophytum × marnierianum Tischer & H.Jacobsen
61. Conophytum maughanii N.E.Br.
62. Conophytum meyeri N.E.Br.
63. Conophytum minimum (Haw.) N.E.Br.
64. Conophytum minusculum (N.E.Br.) N.E.Br.
65. Conophytum minutum (Haw.) N.E.Br.
66. Conophytum mirabile A.R.Mitch. & S.A.Hammer
67. Conophytum obcordellum (Haw.) N.E.Br.
68. Conophytum obscurum N.E.Br.
69. Conophytum pageae (N.E.Br.) N.E.Br.
70. Conophytum pellucidum Schwantes
71. Conophytum phoeniceum S.A.Hammer
72. Conophytum piluliforme (N.E.Br.) N.E.Br.
73. Conophytum pium S.A.Hammer
74. Conophytum praesectum N.E.Br.
75. Conophytum pubescens (Tischer) G.D.Rowley
76. Conophytum pubicalyx Lavis
77. Conophytum quaesitum (N.E.Br.) N.E.Br.
78. Conophytum ratum S.A.Hammer
79. Conophytum reconditum A.R.Mitch.
80. Conophytum regale Lavis
81. Conophytum ricardianum Losch & Tischler
82. Conophytum roodiae N.E.Br.
83. Conophytum rubrolineatum Rawé
84. Conophytum rugosum S.A.Hammer
85. Conophytum saxetanum (N.E.Br.) N.E.Br.
86. Conophytum schlechteri Schwantes
87. Conophytum semivestitum L.Bolus
88. Conophytum smaleorum Rodgerson & A.J.Young
89. Conophytum smorenskaduense de Boer
90. Conophytum stephanii Schwantes
91. Conophytum stevens-jonesianum L.Bolus
92. Conophytum subfenestratum Schwantes
93. Conophytum subterraneum Smale & T.Jacobs
94. Conophytum swanepoelianum Rawé
95. Conophytum tantillum N.E.Br.
96. Conophytum taylorianum (Dinter & Schwantes) N.E.Br.
97. Conophytum truncatum (Thunb.) N.E.Br.
98. Conophytum turrigerum (N.E.Br.) N.E.Br.
99. Conophytum uviforme (Haw.) N.E.Br.
100. Conophytum vanheerdei Tischer
101. Conophytum velutinum Schwantes
102. Conophytum verrucosum (Lavis) G.D.Rowley
103. Conophytum violaciflorum Schick & Tischer
104. Conophytum wettsteinii (A.Berger) N.E.Br.
105. Conophytum youngii Rodgerson